# Tovarné
Tovarné je obec na Slovensku v okrese Vranov nad Topľou. Žije zde 992 obyvatel.

## Poloha a charakteristika
Obec leží na jižním okraji Ondavské vrchoviny a Nízkých Beskyd a severním okraji Východoslovenské pahorkatiny. Území obce je dost členité, v povodí řeky Ondavy jsou pozemky nížinného charakteru s nadmořskou výškou 120–130 m. Ostatní pozemky a lesy jsou převážně svažité a málo přístupné.

### Vodní toky
Řeka Ondava, která teče katastrem obce, je na úseku Slovenská Kajňa – Hencovce celoročně splavná. Obcí dále protéká potok Mydlina a nedaleko obce se nachází rybník Bor.

## Dějiny
Podle jedněch pramenů pochází první písemná zmínka o obci z roku 1479, podle jiných z roku 1215.
Během druhé světové války byla obec vypálena.